# Gasmolecule
De Gasmolecule, of ook wel Het Slochter Molecuul, is een sculptuur in Kolham (gemeente Midden-Groningen) in de provincie Groningen. Het is acht meter hoog en werd gemaakt door de beeldhouwer Marc Ruygrok.
De sculptuur stelt een vergroting van een molecule van het voornaamste bestanddeel (81,9 %) van aardgas CH4 (methaan) voor. Het bestaat uit één (blauwe) koolstofatoom en vier waterstofatomen.
Het beeld bevindt zich in de middenberm van de A7, slechts enkele tientallen meters verwijderd van het gasveld van Slochteren, de locatie waar in 1959 voor het eerst in Groningen aardgas werd gevonden. De sculptuur werd in 2009 geplaatst ter herdenking van het vijftigjarige jubileum van deze aardgasvondst. Het was een geschenk aan de toenmalige gemeente Slochteren van de Nederlandse Aardolie Maatschappij, de Gasunie en GasTerra. Op 16 juni 2009 werd de Gasmolecule onthuld door koningin Beatrix. Op 30 april 2024 werd bekend dat het kunstwerk gaat verdwijnen uit de middenberm van de A7.